# Aglia uniformis
Aglia uniformis är en fjärilsart som beskrevs av Charles Oberthür 1909. Aglia uniformis ingår i släktet Aglia och familjen påfågelsspinnare. Inga underarter finns listade i Catalogue of Life.